# Gauliga Bayern 1943/44
De Gauliga Bayern 1943/44 was het elfde voetbalkampioenschap van de Gauliga Bayern. Vanwege de perikelen in de Tweede Wereldoorlog werd de Gauliga onderverdeeld in twee regionale groepen. FC Nürnberg werd kampioen van de groep Noord en Bayern München van groep Zuid. Beide clubs plaatsten zich voor de eindronde om de Duitse landstitel. Bayern werd meteen uitgeschakeld door VfR Mannheim. Nürnberg versloeg NSTG Brüx, VfR Mannheim, KSG FV/AK Saarbrücken en verloor dan in de halve finale van Dresdner SC.

## Eindstand

### Groep Noord
| Plaats | Club                                     | Wed. | W  | G | V  | Saldo | Ptn.  |
| ------ | ---------------------------------------- | ---- | -- | - | -- | ----- | ----- |
| 1.     | 1. FC Nürnberg (K)                       | 18   | 13 | 2 | 3  | 85:23 | 28:8  |
| 2.     | 1. FC 01 Bamberg                         | 18   | 11 | 3 | 4  | 62:45 | 25:11 |
| 3.     | VfL Nürnberg                             | 18   | 9  | 4 | 5  | 35:31 | 22:14 |
| 4.     | VfR 1907 Schweinfurt                     | 18   | 8  | 4 | 6  | 39:35 | 20:16 |
| 5.     | KSG 1. FC 05/LSV Schweinfurt             | 18   | 10 | 0 | 8  | 41:40 | 20:16 |
| 6.     | SpVgg Fürth                              | 18   | 9  | 1 | 8  | 53:51 | 19:17 |
| 7.     | WTSV Schweinfurt                         | 18   | 9  | 0 | 9  | 54:46 | 18:18 |
| 8.     | KSG Post SG/Reichsbahn SG Nürnberg-Fürth | 18   | 5  | 4 | 9  | 37:51 | 14:22 |
| 9.     | Reichsbahn SG Weiden                     | 18   | 3  | 2 | 13 | 24:64 | 8:28  |
| 10.    | KSG FV 04/Kickers Würzburg               | 18   | 1  | 4 | 13 | 22:86 | 6:30  |

|  | Kampioen, geplaatst voor nationale eindronde |

### Groep Zuid
| Plaats | Club                       | Wed. | W  | G | V  | Saldo | Ptn.  |
| ------ | -------------------------- | ---- | -- | - | -- | ----- | ----- |
| 1.     | FC Bayern München          | 18   | 15 | 1 | 2  | 56:15 | 31:5  |
| 2.     | KSG BC/Post SG Augsburg    | 18   | 13 | 1 | 4  | 56:17 | 27:9  |
| 3.     | TSV 1860 München (K)       | 18   | 11 | 3 | 4  | 54:33 | 25:11 |
| 4.     | LSV Straubing              | 18   | 9  | 4 | 5  | 26:27 | 22:14 |
| 5.     | SSV Jahn Regensburg        | 18   | 7  | 2 | 9  | 34:30 | 16:20 |
| 6.     | FC Wacker München          | 18   | 7  | 2 | 9  | 30:33 | 16:20 |
| 7.     | KSG MTV/VfB Ingolstadt (N) | 18   | 6  | 3 | 9  | 38:57 | 15:21 |
| 8.     | TSV Schwaben Augsburg      | 18   | 6  | 2 | 10 | 22:35 | 14:22 |
| 9.     | TSV 1885 Pfersee (N)       | 18   | 3  | 2 | 13 | 20:52 | 8:28  |
| 10.    | TSG 1885 Augsburg          | 18   | 3  | 0 | 15 | 24:61 | 6:30  |

|  | Kampioen, geplaatst voor nationale eindronde |